# FIFA Manager 06
FIFA Manager 06 je videoigra proizvođača Electronic Artsa, uz podružnice EA Canada i EA Sports. Radi se o žanru nogometnog menadžmenta, a nasljednik je dotadašnjih serijala The F.A. Premier League Football Manager i Total Club Manager. Najveća prednost igre je 3D računalna grafika za vrijeme utakmica.
Kao i ime serijala, igra se potpuno izmijenila za razliku od Total Club Managera 2005, zajedno s igrom FIFA 06, koja se uvelike razlikovala od prijašnjih FIFA videoigara.

## Vanjske poveznice
- FIFA Manager 06 kod MobyGames-a
- Međunarodni FIFA Manager Forum  Arhivirana inačica izvorne stranice od 9. siječnja 2010. (Wayback Machine)